# Villers-Saint-Sépulcre
Villers-Saint-Sépulcre è un comune francese di 969 abitanti situato nel dipartimento dell'Oise della regione dell'Alta Francia.

## Società

### Evoluzione demografica
Abitanti censiti